# Райнбабен (шахта)

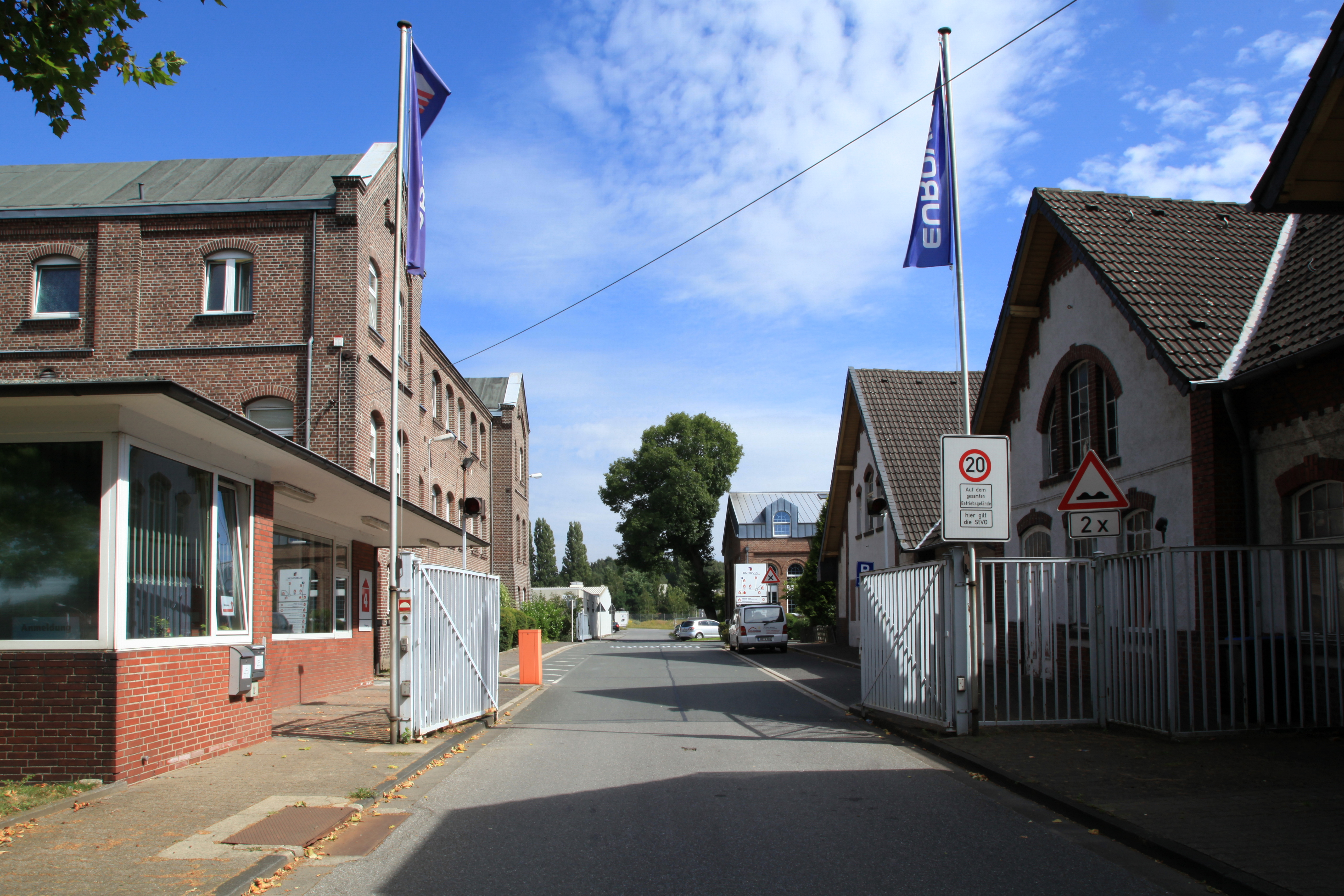
Ворота шахты

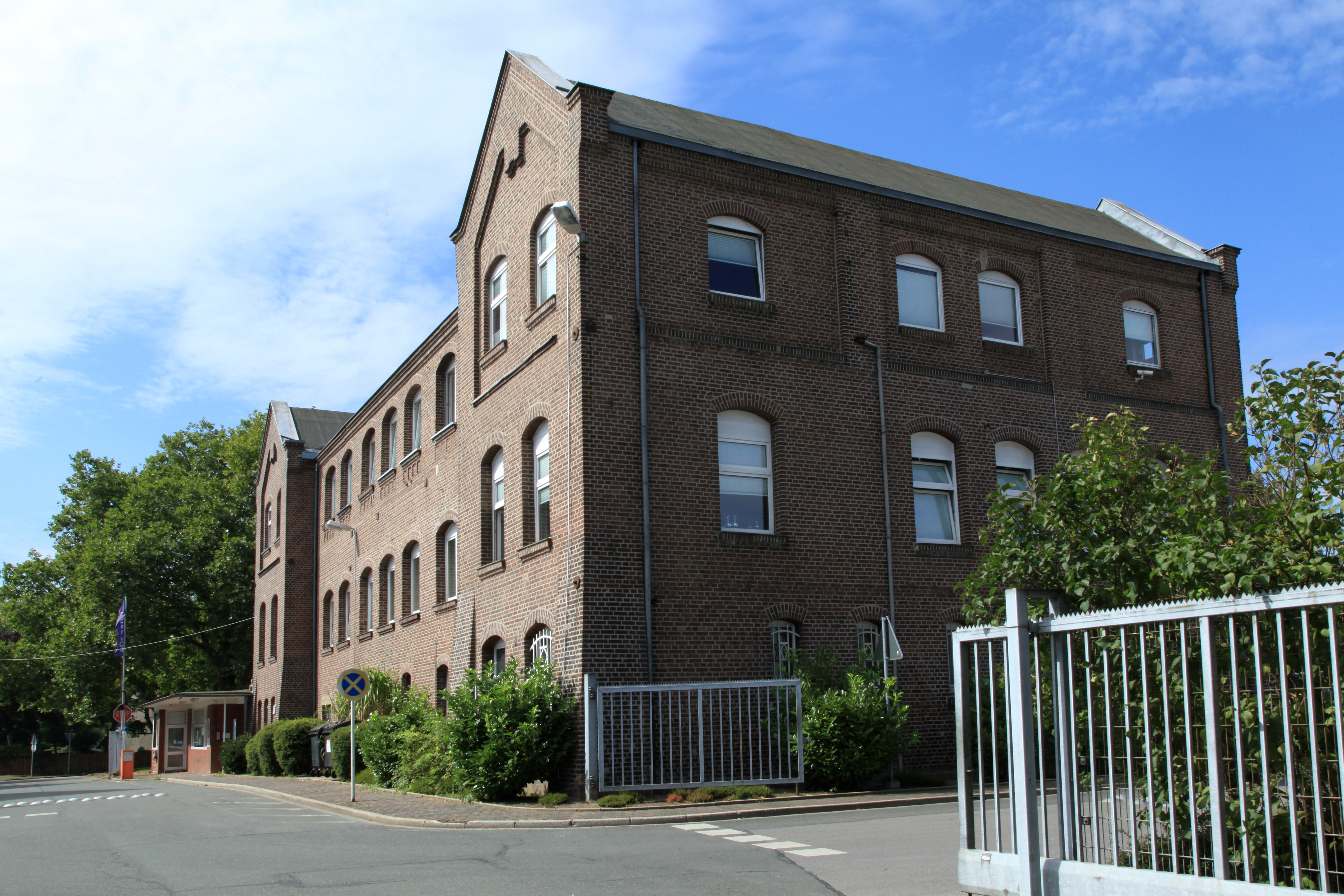
Административный корпус

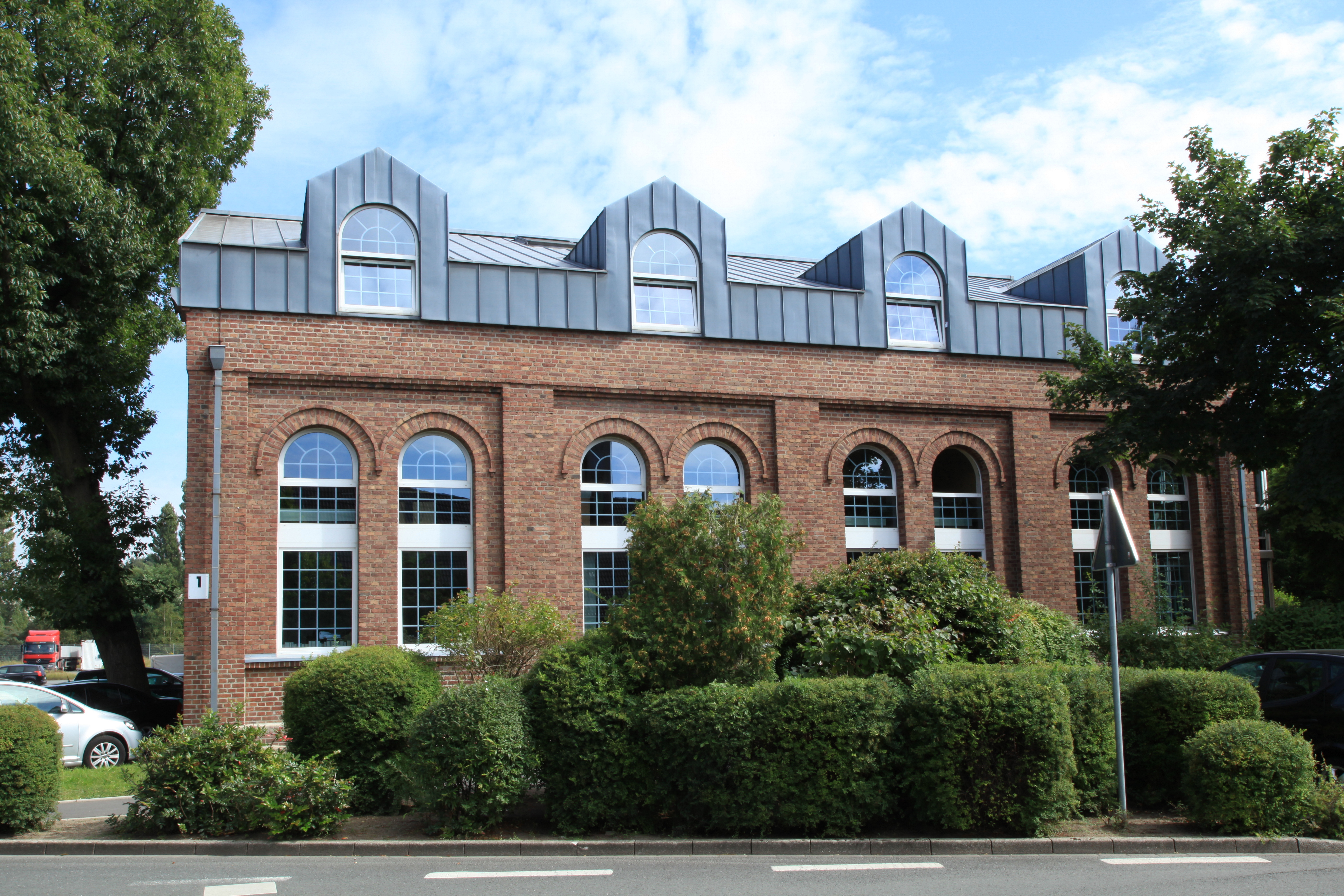
Машинный зал

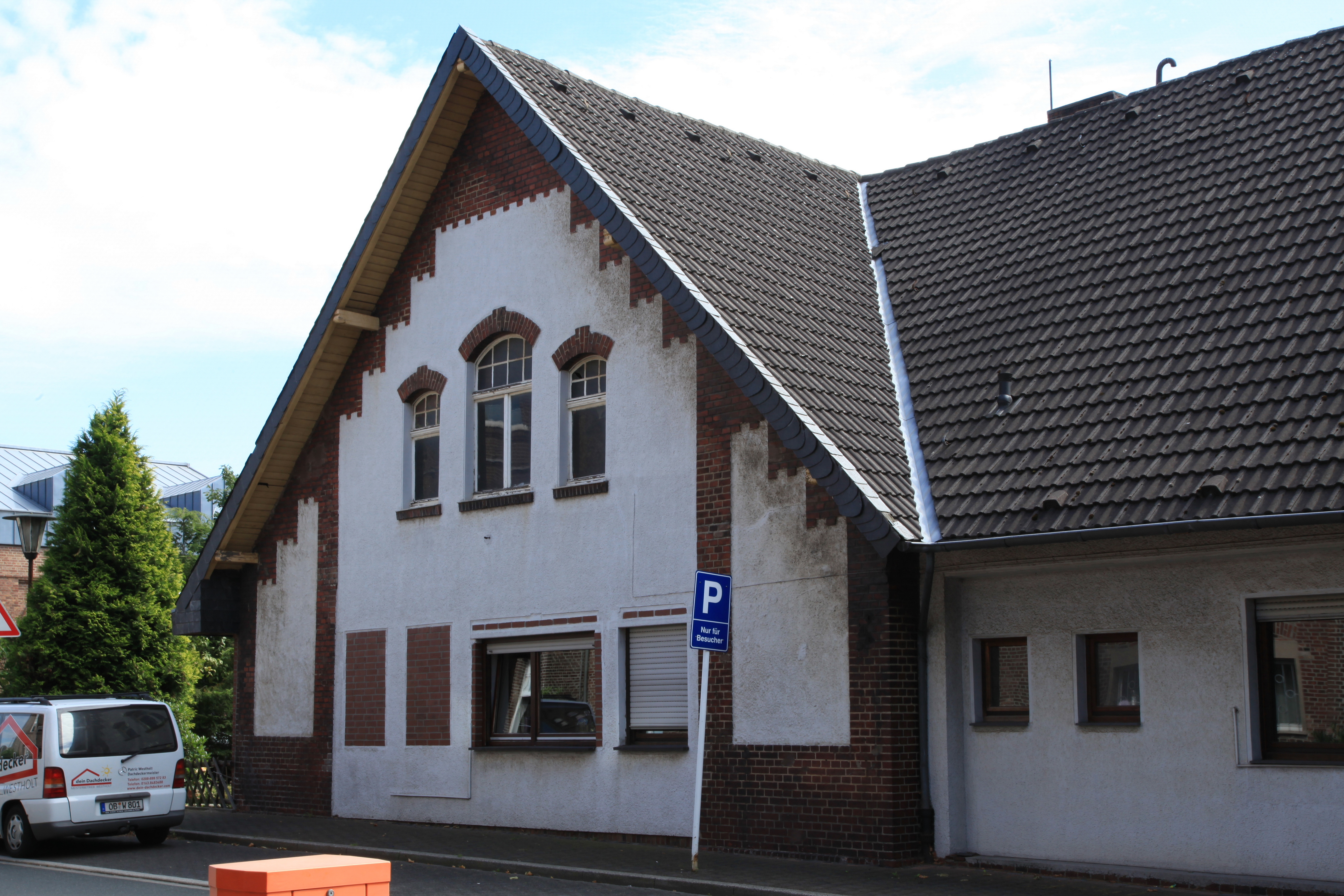
Дом на въезде на территорию шахты

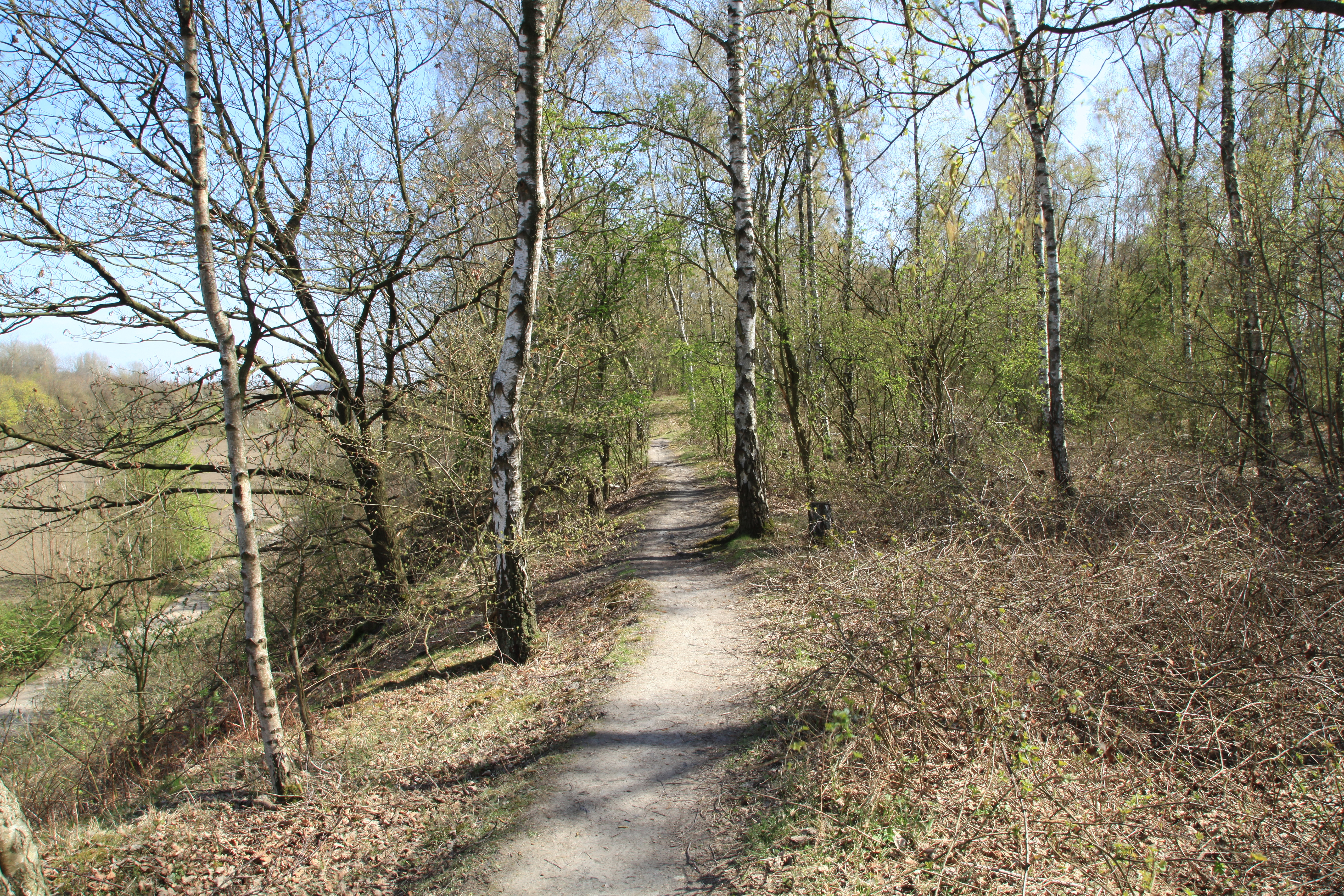
Природа на территории бывшего шахтного комплекса

Райнбабен (нем. Rheinbaben) — закрытая угольная шахта в административном районе Айген города Ботроп (Северный Рейн-Вестфалия, Германия). Носит имя Георга Райнбабена (1855—1921) — президента административного округа Дюссельдорф, министра внутренних дел, министра финансов Пруссии.

## История
В 1894 году состоялись работы по разграничению геологических полей нескольких мелких добывающих предприятий в районе границы городов Ботроп и Гладбек и, в связи со сложными горно-геологическими условиями и необходимостью объединения усилий и капиталов для добычи каменного угля, образовано «Добывающее объединение Гладбек» (Gewerkschaft Vereinigte Gladbeck).
В 1895 году объединение начало работу по углубке шахтных стволов двойной шахты «Тиссен» (Thyssen) в Рентфорте (Rentfort) ныне административный район города Гладбек). В 1898 году подобные горные работы начались в двойной шахте «Профессор» (Professor) посёлка Бой (Boy) (ныне в административном районе Айген города Ботроп. В связи с тем, что геологические поля шахт были объединены под общим названием «Шахта объединения Гладбек», шахта «Профессор» получили цифровое наименование «Шахта 3/4». С того времени за шахтой закрепилось название «Профессор 3/4».
В 1901 году шахта вступила в строй и началась добыча каменного угля. В том же году прусское правительство основало акционерное общество «Шахты Реклингхаузена» (Bergwerks-AG Recklinghausen), в которое вошли многие шахтные поля северной части Рурского каменноугольного бассейна, в том числе и «Шахта объединения Гладбек». Шахтный комплекс «Профессор 3/4» был переименован в «Шахту Райнбабен» в честь министра финансов Пруссии Георга фон Райнбабена. Этот было прижизненное переименование за особые заслуги Райнбабена перед Прусским государством. Шахтные сооружения были оснащены двумя новыми одинаковыми эксплуатационными копрами и значительно расширены. С 1905 года акционерное общество «Шахты Реклингхаузена» стало работать в унии (союзе) с акционерным обществом (АО) «Хиберния» (Hibernia AG). Это привело к тому, что шахта «Райнбабен» стала работать в едином комплексе с шахтой Мёллер (именовавшейся ранее «Тиссен 1/2») под названием «Горная инспекция 2» (Berginspektion 2). Объединение производственных ресурсов и финансов позволило в 1912 году на территории шахты Райнбабен открыть коксовый завод.
В 1927 году АО «Шахты Реклингхаузена» было поглощено акционерным обществом «Хиберния». «Горная инспекция 2» была разделена на самостоятельные горно-шахтные производства «Мёллер» и «Райнбабен», а коксохимический завод постепенно прекратил своё существование. В 1935 году шахты «Райнбабен» добыли 678 000 тонн угля при количестве работающих 1676 человек. В 1936 году шахтный комплекс «Райнбабен» был разделён на две самостоятельные шахты: «Райнбабен 2» и «Райнбабен 3». «Райнбабен 3» оснастили новой транспортёрной эстакадой и она стала крупным горнодобывающим объектом Рурской области. В последующие годы были построены обогатительные установки и объёмы добычи достигли 900 тысяч тонн/год.
С 1940 года добытый на шахте «Мёллер» уголь стал обогащаться на новых установках шахты «Райнбабен 3», но, тем не менее, шахтный комплекс «Мёллер» остался независимым горнодобывающим предприятием. Наиболее успешным годом в истории этих двух шахт, работавших в комплексе, стал 1943 год, когда было добыто 1,08 миллиона тонн угля (3970 человек персонала). В результате мощных бомбардировок в период окончания Второй мировой войны, шахта Райнбабен была настолько серьёзно повреждена, что временно её функции как управленческого и добывающего центра перешли в 1945 году к шахте «Мёллер». В 1947 году статус довоенного уровня шахты «Райнбабен» был восстановлен. В 1950 году было добыто 622 тысячи тонн угля (3066 работающих). В 1965 году добыто 890 тысяч тон газового и жирного угля. Глубина штолен достигла 790 метров.

## Закрытие
В 1960-е годы проявился хронический угольный кризис и АО «Хиберния», с целью экономии средств, была вынуждена окончательно объединить шахты «Мёллер» и «Райнбабен». После геологической оценки возможностей месторождений и согласования социального плана, 31 марта 1967 года шахта была законсервирована.

## Современное состояние
На территории бывшей шахты «Райнбабен» ныне размещено несколько предприятий. Они используют здания шахтной администрации, машинного корпуса и дом у шахтных ворот. В остальном о шахте «Райнбабен» больше ничего не напоминает.